# Клемент Кларк Мур
Клемент Кларк Мур (англ. Clement Clarke Moore; 15 липня 1779, Нью-Йорк — 10 липня 1863, Ньюпорт) — американський письменник, професор східної і грецької літератури, а також біблійного навчання у Загальній духовній семінарії протестантської Єпископальної церкви в Нью-Йорку. 
Служив у раді директорів Нью-Йоркського інституту для сліпих.
Йому приписують найвідомішу поему про Санта Клауса «Різдвяний гість», уперше опубліковану 1823 року.

## Біографія

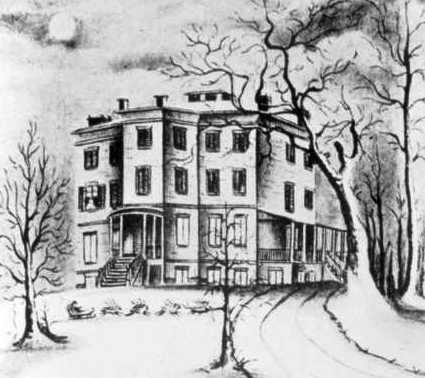
Маєток Челсі. Малюнок дочки Клемента Мура

«Різдвяний гість». Ілюстрація, 1907

Мур народився 15 липня 1779 року в Нью-Йорку в родині єпископа Бенжаміна Мура і Чаріті Кларк. Його батько очолював єпископальну єпархію Нью-Йорку. Кафедру заснували після американської війни за незалежність, коли церква стала незалежною від Англіканської церкви. У роки війни Мур став президентом  Колумбійського коледжу (нині Колумбійський університет).
Мати Мура — дочка майора Томаса Кларка, англійського офіцера, який залишився в колонії після Франко-індіанської війни. У Мангеттені він володів маєтком Челсі. У Колумбійському університеті зберігся лист, у якому Чаріті Кларк висловлює своє презирство до політики англійської монархії і проявляє почуття патріотизму в дореволюційні дні.
Мур народився в Челсі, родовому маєтку своєї матері. 1798 року він закінчив Колумбійський коледж, де він отримав ступінь бакалавра і магістра.
Одна з найранніших відомих робіт Мура був анонімний памфлет, опублікований до президентських виборів 1804 року, у якому засуджувались релігійні погляди Томаса Джефферсона (чинного президента і  демократично-республіканського кандидата).
1820 року Мур допомагав Троїцькій церкві організувати нову парафіяльну церкву Святого Луки на Гудзон-стріт.
Він пожертвував яблуневий сад з успадкованого маєтку Челсі  єпископальній єпархії в Нью-Йорку для заснування Загальної духовної семінарії. Семінарія досі розташована на цій ділянці, тепер на Дев'ятій авеню в Мангеттені. Із семінарією Мур співпрацював понад 25 років.
У 1840–1850 роках Мур служив у раді директорів Нью-Йоркського інституту для сліпих.
Мур отримував прибутки від власної землі, на якій згодом постав відомий житловий район Челсі. До цього часу забудова Нью-Йорка закінчувалася на Г'юстон-стріт на острові Манхеттен.
1844 року Мур опублікував збірку віршів.
1863 року Мур помер у своїй літній резиденції в Ньюпорті, штат Род-Айленд. Похований у Троїцькій церкві в Ньюпорті.

## Різдвяний гість
«Різдвяний гість» уперше опублікували 1823 року. 
Твір, який був названий «імовірно, найвідомішим віршем, коли-небудь написаним американськими авторами», у значній мірі сформував сучасний образ Санта Клауса. Мур намалював зовнішній вигляд різдвяного гостя, визначив час візиту, вид транспорту, імена його оленів, традицію ховання іграшок у шкарпетки, що висять над каміном. Вірш вплинув на уявлення про Святого Миколая і Санта-Клауса як у США і в англомовному світі, так і за його межами.